# Stazione di Chiasso
La stazione di Chiasso è una stazione ferroviaria internazionale posta sulla ferrovia del Gottardo e sulla linea Milano-Chiasso, a servizio dell'omonima cittadina del Canton Ticino. 
È situata a pochi metri dal confine italo-svizzero e a breve distanza dalla città italiana di Como, da cui la separano le due gallerie del Monte Olimpino. 

## Storia
Nel 1873 una convenzione tra Svizzera e Italia stabilì di fissare a Chiasso una stazione internazionale. L'anno successivo fu realizzato il primo fabbricato di stazione, in legno; tra il 1881 e il 1885 fu sostituito da un nuovo edificio, in muratura, costruito circa 120 metri più a sud del precedente.
Nel 1917 le Ferrovie Federali Svizzere (FFS) approvarono un progetto di ampliamento degli impianti, realizzato entro il 1925, mentre nel 1926 fu bandito un concorso per un nuovo edificio di stazione che vide vincitori gli architetti Arnoldo Ziegler e Giuseppe Montorfani: il nuovo fabbricato venne inaugurato il 12 aprile 1932.
Il luogo è strettamente legato a una stagione della storia d'Italia del Novecento, quella dell'emigrazione italiana in Svizzera. A ricordo di questo fenomeno, l'atrio della stazione conserva l'affresco I migranti (1933) e il plastico Italia e Svizzera (1932).
Durante la seconda guerra mondiale la stazione fu danneggiata da alcuni bombardamenti alleati. Dal momento che la Svizzera era notoriamente rimasta neutrale nel conflitto, si trattò sicuramente di un errore: a causa della vicinanza al confine, molto probabilmente l'aviazione anglo-americana credette che la stazione e gli abitati circostanti appartenessero al territorio di Como.

## Strutture ed impianti
La stazione segna il punto di raccordo tra la rete ferroviaria svizzera, gestita dalle SBB CFF FFS, e quella italiana, di competenza RFI. Dato che i sistemi di alimentazione e di gestione della circolazione delle due reti sono differenti, i treni che non sono predisposti per entrambi gli standard vi effettuano il cambio dei mezzi di trazione, mentre quelli che lo sono eseguono una transizione dinamica, senza interruzione di servizio.
Il piazzale è composto da cinque binari e separato in due parti, collegate al tronco centrale dalla stazione da un corridoio, in cui sono presenti anche gli uffici di dogana. I treni che partono da Chiasso verso la rete italiana sono ubicati accanto alla stazione, separati dal resto della struttura, e chi deve recarsi in Italia è obbligato a seguire dall'ingresso della stazione una striscia gialla che conduce alla postazione della Guardia di Finanza, per poi accedere alla banchina laterale. Le ferrovie svizzere sono attualmente impegnate in un grande progetto dal costo di 11,5 miliardi di franchi per il rinnovamento strutturale che riguarda l'intera rete nazionale. Per quello che riguarda i segnali, il lato nord della stazione di Chiasso ha segnali N, il lato sud ha segnali di tipo italiano. Anche il lato estetico non è stato trascurato e tutto sarà completato entro l'estate 2023. Il progetto è costato, per quello che riguarda la sezione passeggeri di Chiasso, oltre 10 milioni di franchi; i piani di ammodernamento riguardano pure Bellinzona, Lugano, Locarno e Mendrisio. Notevole è anche lo sforzo delle ferrovie per rendere più silenziosi i treni. 
L'edificio delle Poste Italiane e della dogana svizzera sono sottoposte a profondo restyling.
L'apertura delle due gallerie del Monte Ceneri e del San Gottardo contribuisce all'aumento del traffico merci. I lavori sono iniziati nel 2017 e sono serviti per ristrutturare oltre l'area passeggeri anche quella di smistamento per una cifra totale di 245 milioni di franchi. Da qui, infatti, passano tutti i collegamenti fra le città di Milano, Zurigo, Stoccarda, Colonia, Dortmund, Basilea, Bruxelles e Strasburgo.

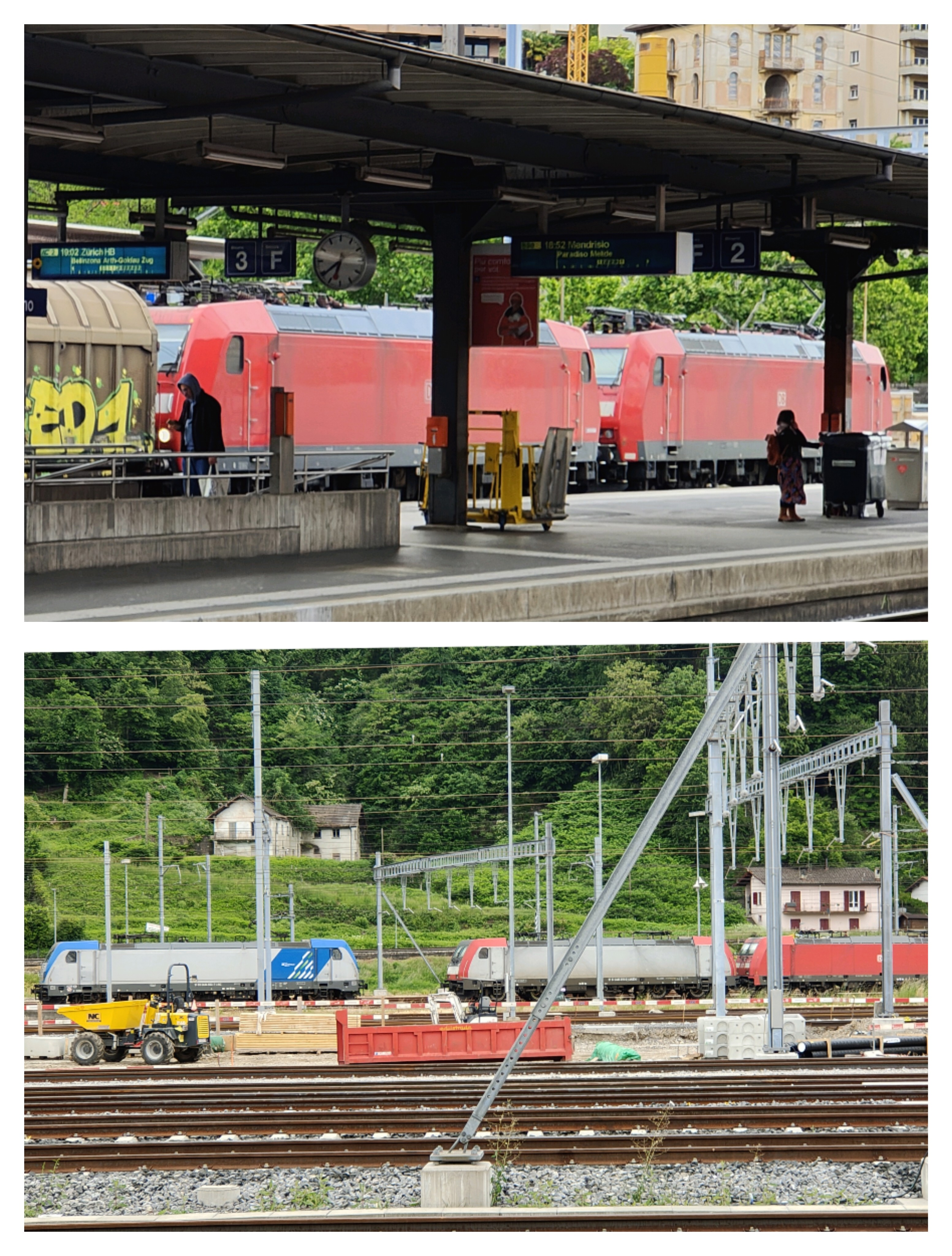
Locomotive tedesche DB 145/6 e 185 TRAXX nell'area merci di Chiasso. Le ferrovie tedesche ed austriache hanno lo stesso tipo di elettrificazione di quelle svizzere (15 kV 16⅔ Hz).

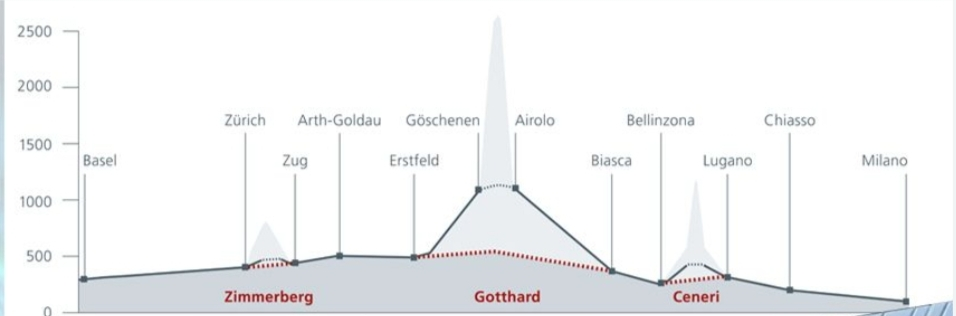
Percorso altimetrico con le gallerie dei treni da Milano a Zurigo

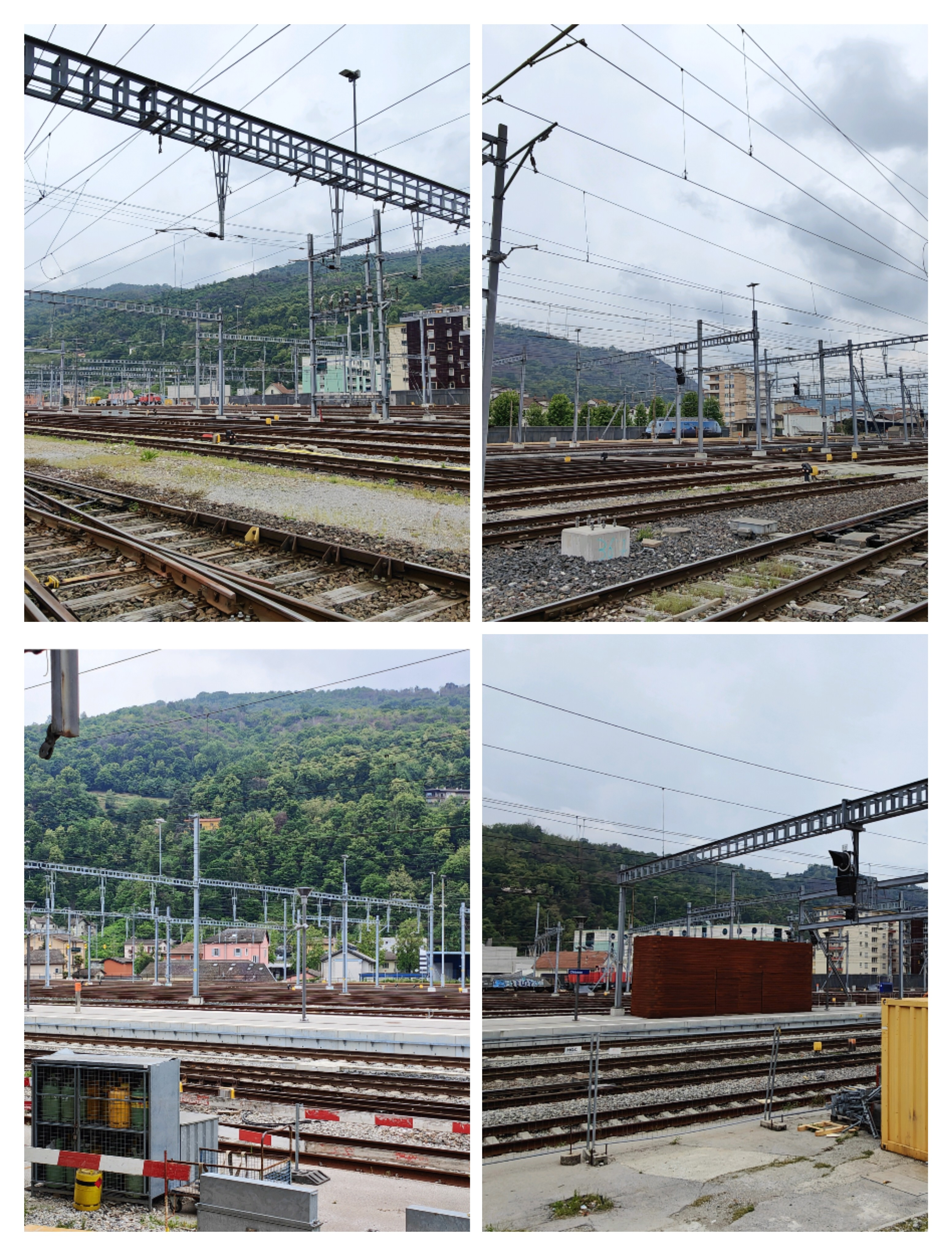
Stazione di Chiasso: smistamento merci collegato alla stazione con una superficie di 7000 metri quadri ed una gru mobile da 40 tonnellate, con capacità di servire due coppie di treni al giorno.

Con l'ingresso della Svizzera nell'area Schengen, i controlli frontalieri non sono più sistematici, anche se resta l'impiego di agenti della Guardia di Finanza italiana e della Guardia di Confine svizzera a Chiasso, nella stazione italiana di Como San Giovanni e sui treni in transito.
Chiasso è anche oggetto del potenziamento della tratta da Monza.

## Caratteristiche tecniche

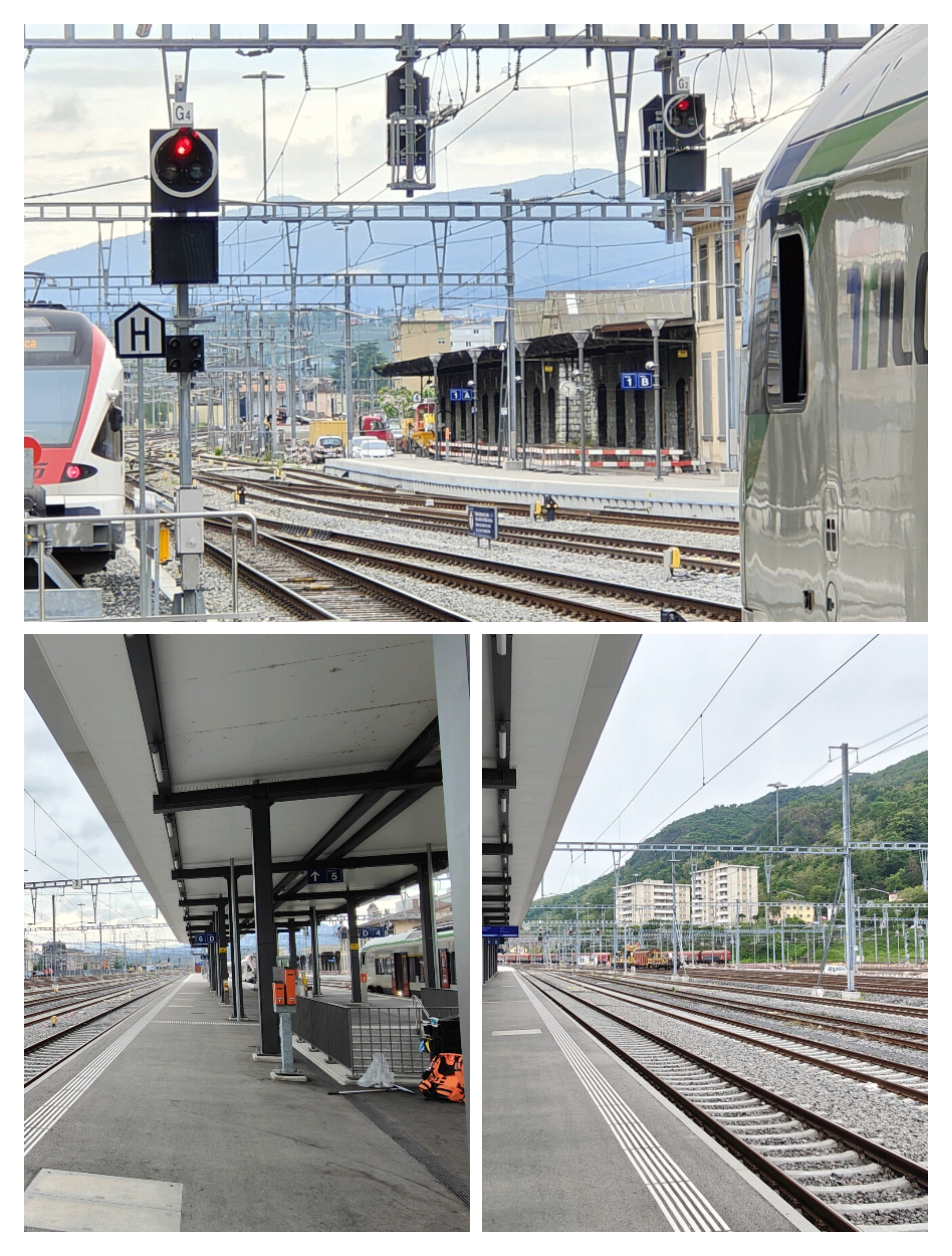
Glli isolatori di sezione che dividono i tratti commutabili

La Svizzera ha optato per la trazione elettrica sulle sue ferrovie molto presto e, per tale motivo, ha sempre dato particolare importanza al risolvere le problematiche che si presentano nei posti di confine doganale fra Stati a causa dei diversi tipi di alimentazione usati sulle ferrovie di nazioni diverse.
A differenza di quanto avviene in altre stazioni di confine tra le ferrovie italiane e quelle di altri Stati, ad esempio Ventimiglia, Luino e Domodossola (nelle quali sono presenti unicamente dei tratti neutri che separano le linee aeree a tensione e corrente diverse, tratti che i treni politensione e policorrente percorrono per inerzia mentre abbassano un pantografo e ne alzano un altro), la stazione di Chiasso ha optato per una soluzione più pratica e rapida, ma al tempo stesso più tecnicamente laboriosa: la catenaria commutabile, ovvero dei tratti di linea nei quali è possibile cambiare in tempo reale la tensione e la corrente dell'energia che li attraversa. 
Quando nella stazione deve effettuare fermata un treno in servizio transfrontaliero, il binario che deve riceverlo viene inizialmente alimentato con lo standard della nazione da cui proviene; dopo l'ingresso in stazione, il pantografo usato sulla tratta di provenienza viene abbassato, l'alimentazione elettrica del binario viene cambiata con quella della nazione di destinazione e, solo dopo che il macchinista ha ricevuto la segnalazione che il cambiamento è stato eseguito correttamente, viene sollevato il pantografo da impiegare sulla tratta verso cui si deve proseguire. 

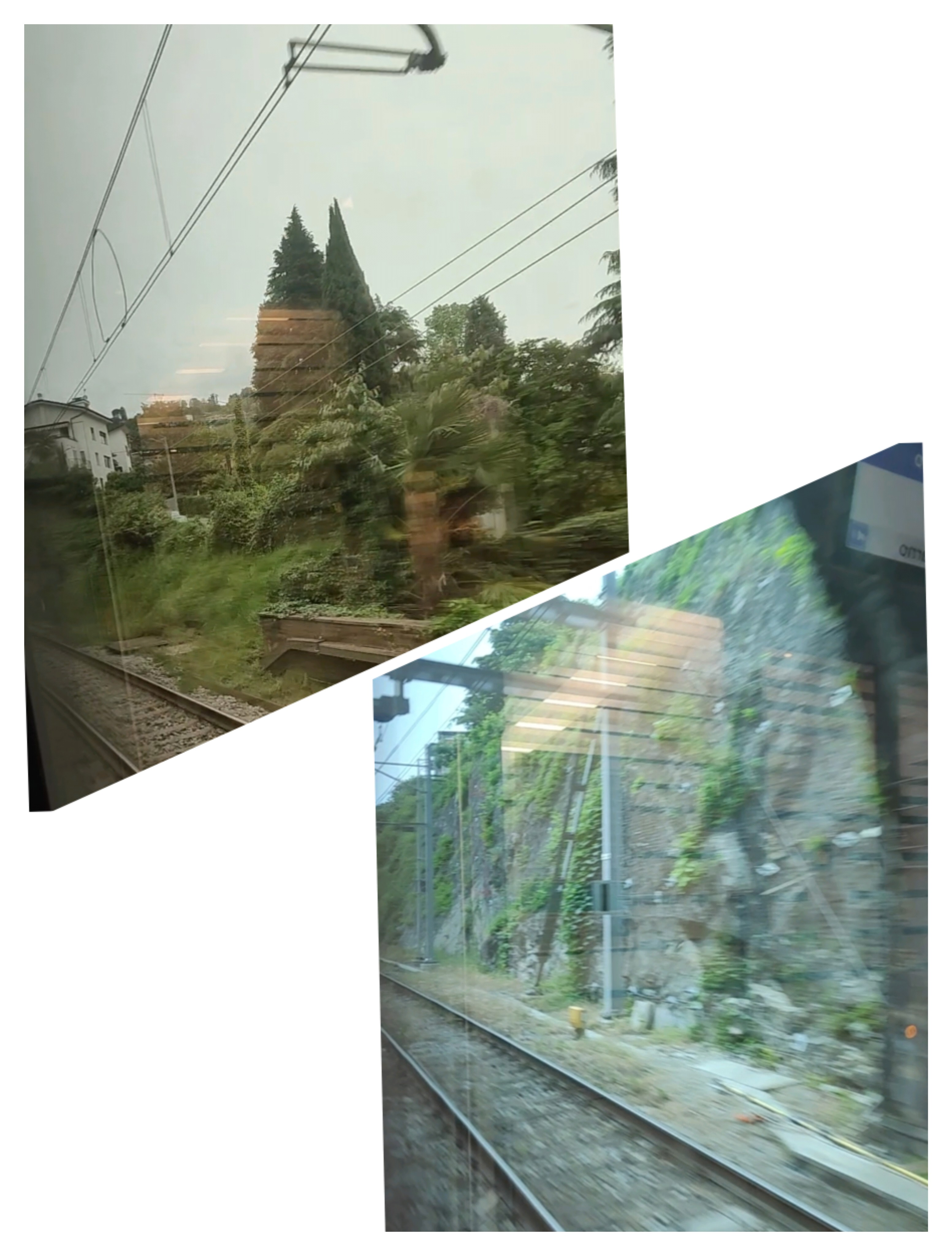
In alto l'ultimo palo della linea aerea RFI da Como verso Chiasso (in basso), all'imbocco della galleria lunga 1091 metri.

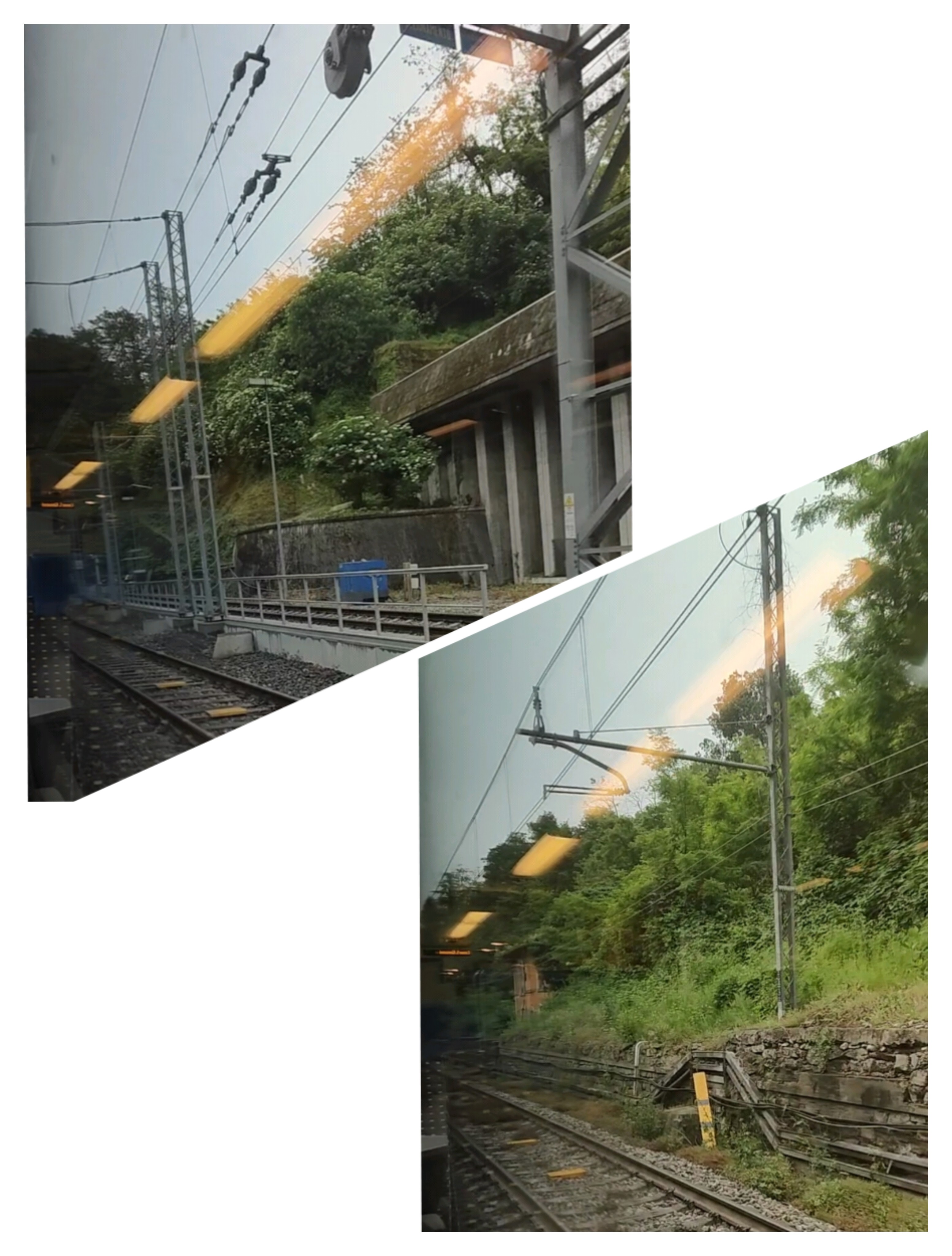
L'ultimo palo della catenaria svizzera a Chiasso (in alto) verso Como (in basso)

Sono presenti quadri di comando che, accertata la presenza del convoglio sul binario, anche tramite balise, immettono nella linea aerea l'energia con la tensione e la corrente corrette. 

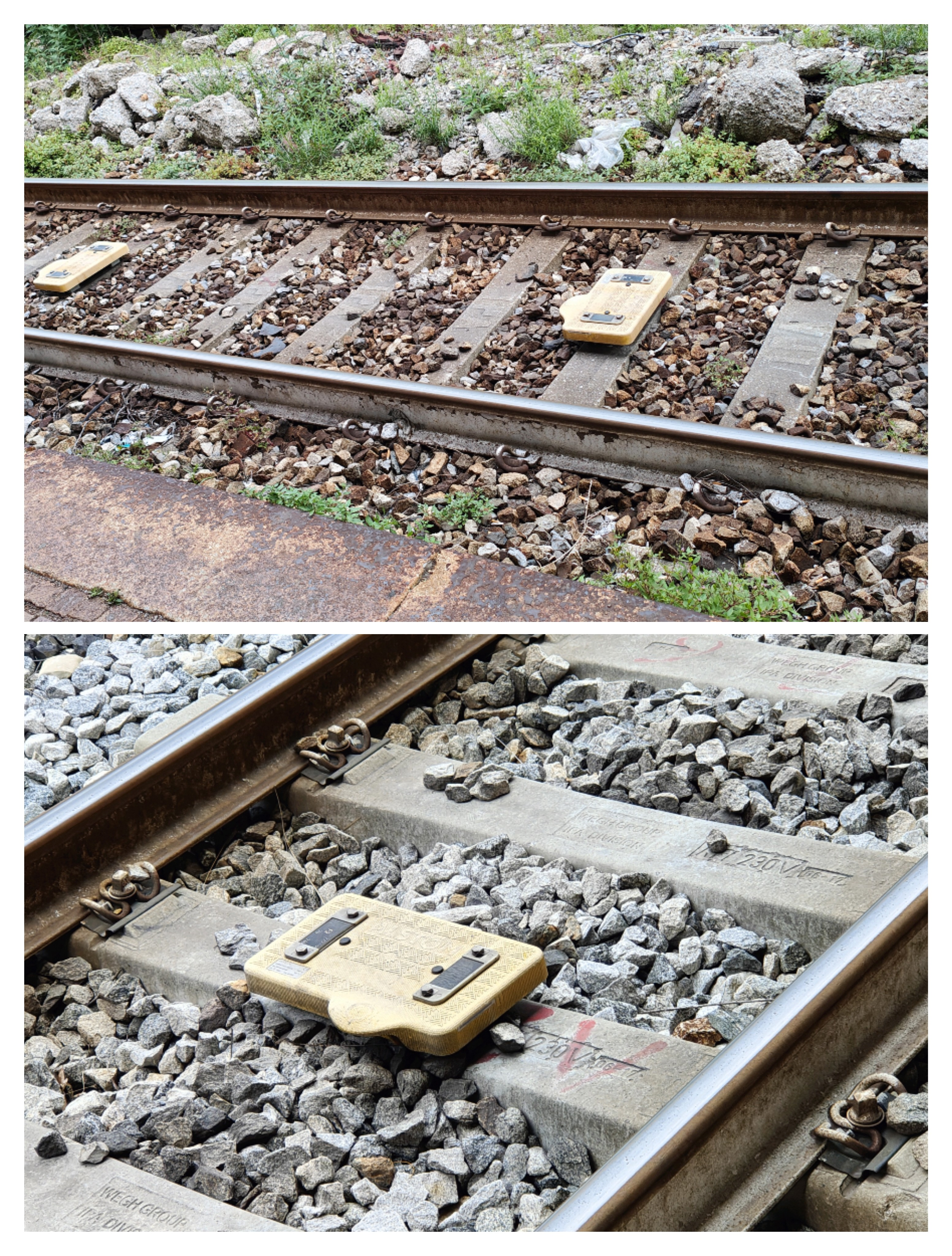
Dispositivo Balise

La catenaria presenta numerosi isolatori di sezione in quanto, per sicurezza, tra le sezioni con tensioni e correnti fisse e le tratte a catenaria commutabile vengono comunque creati tratti neutri.

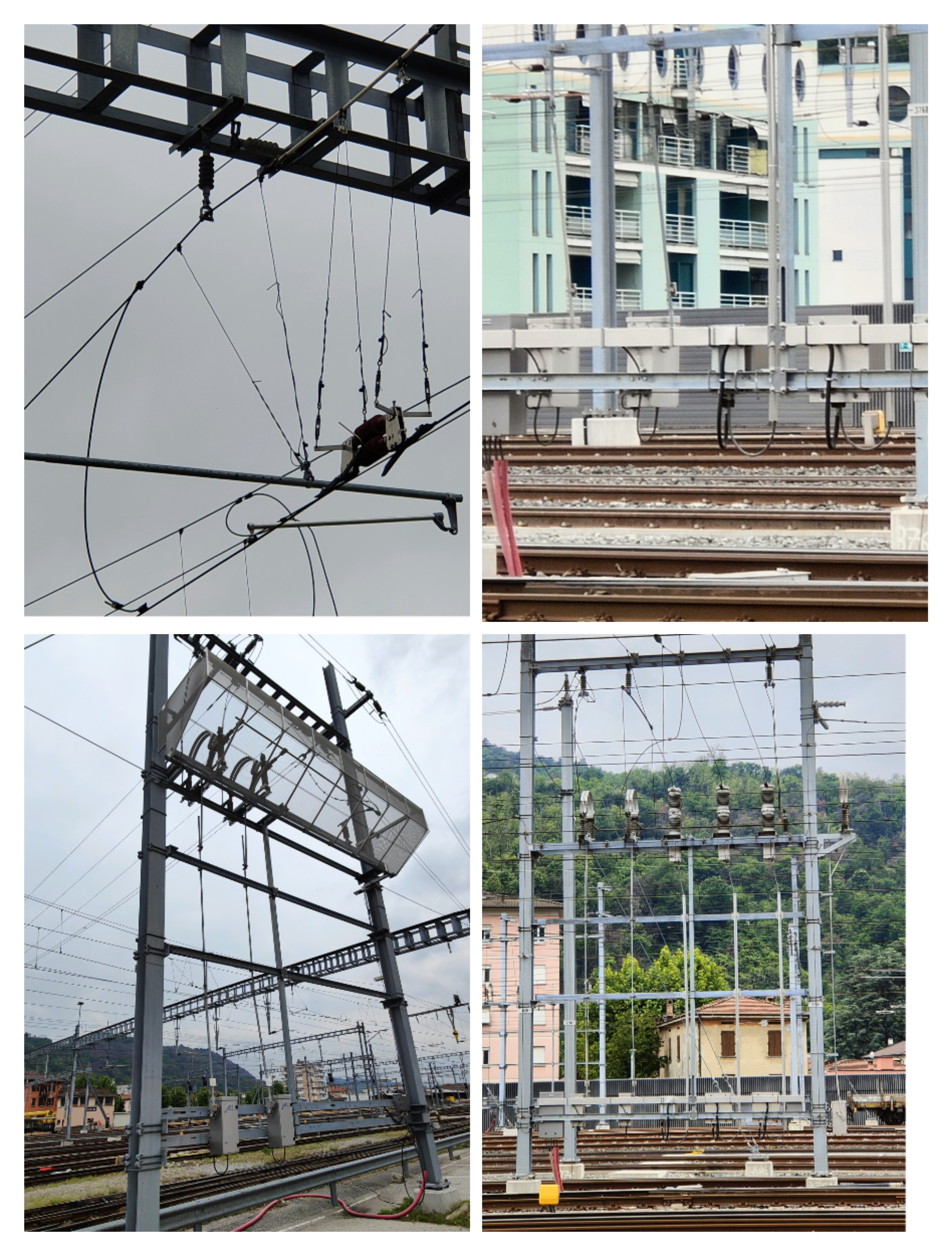
Discese di alimentazione con i comandi di inserimento e disinserimento e uno dei numerosi isolatori di sezione

L'intera stazione è telecomandata, dal 2019, dalla nuovissima centrale d'esercizio di Pollegio, a circa 70 km da Chiasso, dove è ubicata anche una sottostazione elettrica, che coordina tutte le tratte dei treni merci e passeggeri della rete Ticinese. È collegata a sua volta come le altre centrali di controllo di Losanna, Olten, Zurigo aeroporto con il centro principale di tutto il sistema: l'Operation Center Infrastruttura  (OCI) di Berna. Tutte queste indispensabili e modernissime strutture, interamente digitalizzate, si occupano anche dell'informazione dei passeggeri e del controllo dell'infrastruttura anche con l'ausilio di numerose telecamere. Pollegio controlla anche le gallerie del San Gottardo e del Monte Ceneri.
Dal 20 giugno 2022 sono in funzione anche i nuovi sistemi collegati verso l'Italia, ovvero l'ACC anche con l'ETCS-ERTMS 
che si sovrappongono, per sostituire successivamente l'impianto SCMT. Tutti questi sistemi si affiancano per la sicurezza al sistema svizzero ADL Adaptive Lenkung che suggerisce al conduttore in cabina la velocità da mantenere usando anche il GSM-Railway adatto alla situazione di eterotachicità del traffico al momento, evitando quindi accelerazioni o frenate brusche e consentendo un forte risparmio energetico.

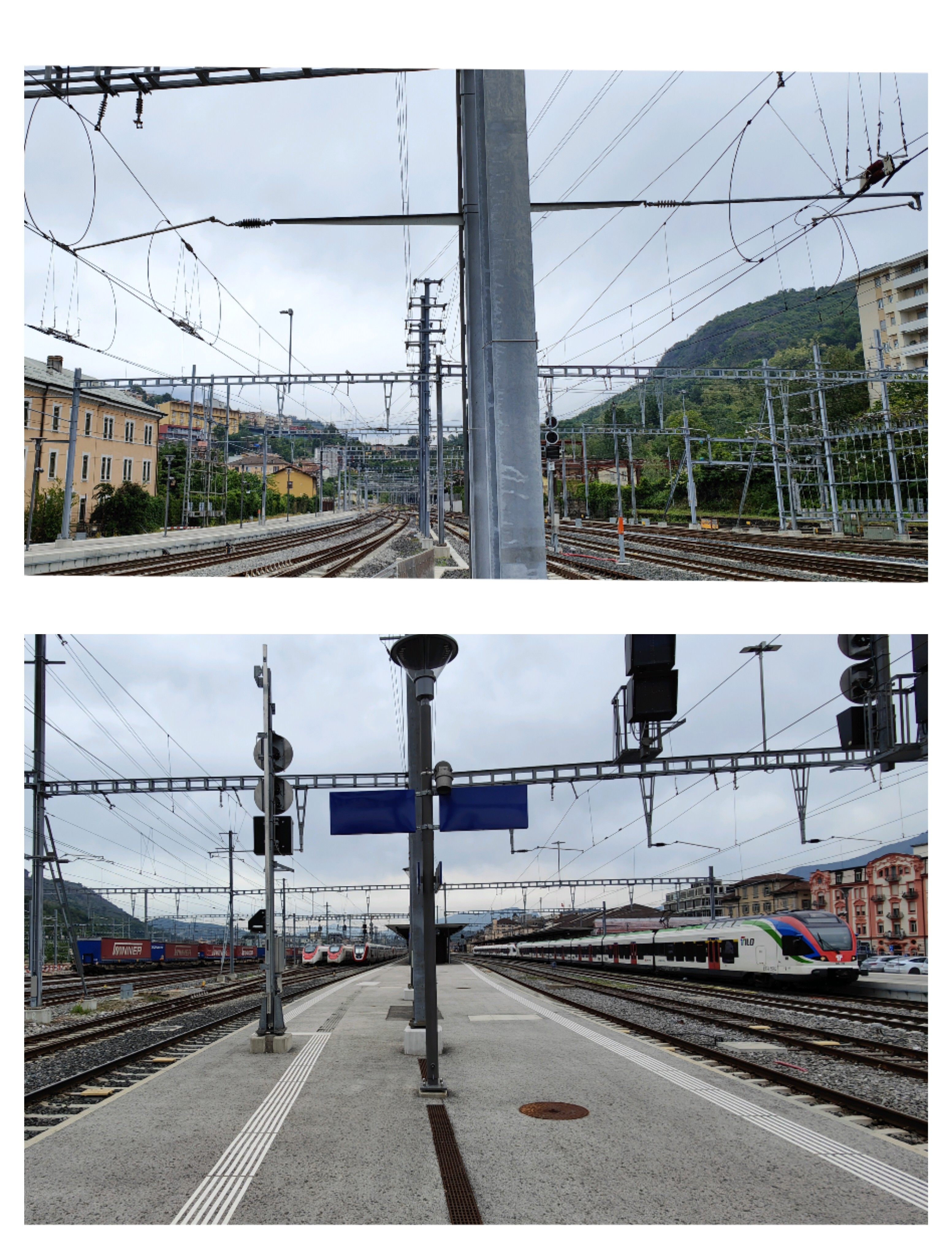
In alto verso Como, in basso verso Lugano

## Movimento

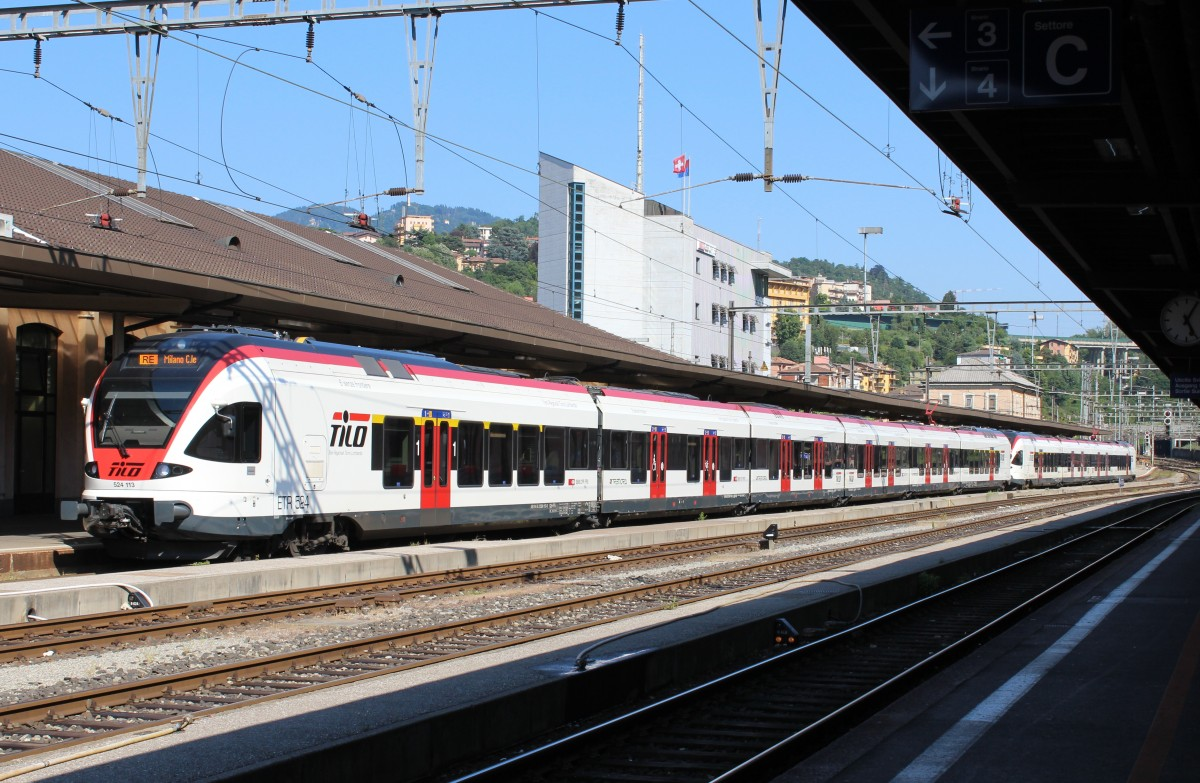
Elettrotreno RABe 524 fermo a Chiasso

La stazione è servita dalla linea S11 del servizio suburbano di Milano, dalle relazioni transfrontaliere S10 ed S40 della rete celere del Canton Ticino e dai convogli a lunga percorrenza che percorrono la ferrovia del Gottardo.